# Agnes de Vries-Bruins
Angenita Engelina Johanna de Vries-Bruins (Aartswoud, 19 april 1874 - Den Haag, 30 september 1957) was een Nederlandse arts, sociaaldemocratisch politica en lid van de Tweede Kamer voor de SDAP.
Bruins bezocht de middelbare meisjesschool en de hbs te Leeuwarden en wilde daarna medicijnen gaan studeren. Haar vader had daar echter bezwaar tegen. Zij liet zich toen in 1895 inschrijven voor de studie in de faculteit der wis- en natuurkunde. Het aantal vrouwelijke studenten was toentertijd in Groningen nog niet groot. In 1898 was zij een van de medeoprichtsters van de vrouwelijke studentenvereniging, later Magna Pete geheten. Na het behalen van de middelbare akte plant- en dierkunde werd zij in 1900 lerares aan de meisjes-HBS te Groningen. Nu zij zelfstandig was, begon zij de begeerde studie voor arts, die zij in 1908 zou voltooien.
Na de dramatische gebeurtenissen van 1903 werd zij lid van de SDAP. Binnen deze partij verwierf zij groot aanzien als medisch specialist en vervulde een groot aantal functies. Ook had ze namens haar partij zitting in onder andere de Tweede Kamer, de Provinciale Staten van de provincie Groningen en de gemeenteraad van Den Haag. Haar politieke loopbaan eindigde met het Noodparlement in 1945, maar in tal van besturen bleef zij nog activiteiten ontwikkelen op medisch terrein, vooral inzake de tuberculose-bestrijding.
- Biografisch Portaal: 23521645
- International Standard Name Identifier: 0000 0003 8780 3692
- Nederlandse Thesaurus van Auteursnamen: 070741190
- Parlement.com: vg09llceqbxa
- Virtual International Authority File: 280815934
- WorldCat: E39PBJwhCvR8vXjtPYx4m9qPcP